# 瓦伦扎
瓦伦扎（義大利語：Valenza），是意大利亚历山德里亚省的一个市镇。总面积50.05平方公里，人口20163人，人口密度402.9人/平方公里（2009年）。ISTAT代码为006177。